# Tress Way
Tressler William Way (Tulsa, 18 aprile 1990) è un giocatore di football americano statunitense che milita nel ruolo di punter per i Washington Commanders della National Football League (NFL).

## Carriera

### Chicago Bears
Dopo non essere stato scelto nel Draft NFL 2013, Way firmò con i Chicago Bears il 28 aprile 2013. Si giocò il posto di punter titolare con il veterano Adam Podlesh, venendo svincolato il 25 agosto 2013.
Rifirmò con i Bears nella pre-stagione 2014 ma fu nuovamente svincolato dopo essere stato sopravanzato dal rookie rookie Pat O'Donnell il 18 agosto 2014.

### Washington Redskins / Football Team / Commanders
Way firmò con i Washington Redskins il 20 agosto 2014. Divenne il punter titolare dopo che fu svincolato Robert Malone e in quella stagione guidò la NFL in yard lorde medie per punt. La sua annata si chiuse calciando 77 punt per 3.659 yard nette.
All'inizio della stagione 2015, Way fu votato capitano dai propri compagni di squadra. In quella stagione calciò 70 punt per 3.224 nette a una media di 46,6.
Il 4 marzo 2016 i Redskins proposero il rinnovo a Way. Otto giorni dopo firmò un nuovo contratto quinquennale. La sua annata si chiuse con 49 punt per 2.209 yard nette.
Nella stagione 2017 Way calciò 83 punt per 3.794 yard nette a una media di 45,7.
Nel decimo turno della stagione 2018, Way calciò 5 punt a una media di 47,8 l'uno, inclusi 4 punt nelle 20 yard avversarie, nella vittoria per 16–3sui Tampa Bay Buccaneers, venendo premiato come giocatore degli special team della NFC della settimana. La sua annata si chiuse con 79 punt a una media di 45,33 yard l'uno.
Nel 13º turno della stagione 2019, Way calciò due dei suoi cinque punt nelle 20 yard avversarie, a una media di 58 yard l'uno, nella vittoria sui Carolina Panthers, vincendo il titolo di giocatore degli special team della NFC della settimana. A fine stagione fu convocato per il suo primo Pro Bowl e inserito nel Second-team All-Pro. Il 27 dicembre 2019 firmò un nuovo contratto quadriennale del valore di 15 milioni di dollari. La sua annata si chiuse con 79 punt a una media di 49,61.
Nell'11º turno della stagione 2020 contro i Cincinnati Bengals, Way calciò 5 punt a una media lorda di 50,4 yard, inclusi 3 nelle 20 yard avversarie, venendo premiato come giocatore degli special team della settimana. Ottenne lo stesso riconoscimento tre settimane dopo per la sua prestazione contro i San Francisco 49ers in cui calciò 8 punt a una media di 49,8 yard l'uno.
Alla fine della stagione 2022 Way fu convocato per il suo secondo Pro Bowl.

## Palmarès
- Convocazioni al Pro Bowl: 2

2019, 2022
- Second-team All-Pro